# Masters of Madness
Masters of Madness is een Vlaams sport- en realityprogramma op de commerciële zender Play4. Het concept is een 6 tegen 6 indoor-voetbalcompetitie opgericht door profvoetballers Dries Mertens en Jan Vertonghen, in samenwerking met de mediabedrijven Woestijnvis en Sporthouse Group. Het eerste seizoen werd eind 2024 gespeeld in de evenementenhal Waagnatie in Antwerpen en begin 2025 uitgezonden op Play4. Het team Racing Pannakoek was de eindwinnaar.
Het televisieprogramma wil de aandacht van de kijker behouden door een hoog entertainmentgehalte aan het voetbalspel te geven. De voetballers krijgen achtergrondreportages en de coaches zijn bekende tv-gezichten die flashinterviews geven tijdens de wedstrijd. Het voetbalcommentaar is humoristisch gericht. De scheidsrechter draagt een microfoon en miniatuurcamera. De zaal verzorgt een lichtshow. Tijdelijke spelregels verhogen de spektakelwaarde, zoals met twee ballen op het veld spelen gedurende twee minuten.

## Concept
Masters of Madness hanteert een competitieformule waarbij alle acht de teams één keer tegen elkaar spelen. De vier teams die na de reguliere competitie het hoogst gerangschikt staan, stoten door naar een Final Four. De wedstrijden worden gespeeld op een indoorkunstgrasveld van 46 op 26 meter met vaste boarding met afgeronde hoeken. Elke spelerskern van elf spelers bestaat uit zeven mannen en vier vrouwen.

### Vaste spelregels
- Een wedstrijd duurt 4 x 8 minuten.
- Beide teams mogen ongelimiteerd wissels doorvoeren.
- Op elk moment moeten minstens twee spelers van hetzelfde geslacht op het veld staan.
- Er wordt zonder buitenspel gespeeld.
- Er mag niet met het hoofd gespeeld worden.
- Bij een gelijkspel gaat de wedstrijd naar verlengingen. In deze verlenging van 5 minuten geldt de golden goal regel. Elke minuut die voorbij is, moeten beide teams één speler van het veld halen tot enkel de keepers nog over zijn.
- Teams verdienen punten op basis van hun prestaties in wedstrijden. Een overwinning levert drie punten op. Bij een gelijkspel krijgt het team twee punten als het wint na verlenging en één punt als het verliest na verlenging. Een gelijkspel dat ook na verlenging blijft staan, levert één punt op. Verlies betekent geen punten. De rangschikking wordt bepaald door het totaal aantal behaalde punten.

### Tijdelijke spelregels
Verder wordt er ook gebruikgemaakt van tijdelijke spelregels in de vorm van "Maddies" en "Boosters" die steeds 2 minuten duren. Tijdelijke spelregels variëren van wedstrijd tot wedstrijd. Het verschil tussen de twee is dat een Maddy, wanneer hij ingezet wordt, geldt voor beide teams. Bij een Booster geldt deze maar voor één team.
| Maddies       | Inhoud |
| ------------- | --- |
| Multiball     | Gedurende 2 minuten wordt er met 2 ballen gespeeld                                                                                          |
| Raise the Bar | Gedurende 2 minuten gaat de deklat van beide doelen 50cm naar omhoog                                                                        |
| Less is More  | Gedurende 2 minuten wordt er met minder spelers gespeeld, 6 tegen 6 veranderd naar een van de mogelijkheiden tussen 5 tegen 5 tot 1 tegen 1 |
| Sniper        | Gedurende 2 minuten verschijnt er boven beide doelen een target, wanneer dit geraakt wordt worden 2 doelpunten toegekend                    |
| Floor is Lava | Gedurende 2 minuten verschijnen 2 zones die spelers niet mogen betreden, wanneer ze dit toch doen veranderen ze in een dood voorwerp        |
| Panna Time    | Gedurende 2 minuten telt een voltooide panna als een doelpunt                                                                               |
| Plastic Ball  | Gedurende 2 minuten wordt de voetbal vervangen door een bal uit plastic                                                                     |

| Boosters         | Inhoud |
| ---------------- | --- |
| Golden Zone      | Gedurende 2 minuten tellen doelpunten die vanuit een bepaalde zone gemaakt worden dubbel voor één team                     |
| Coach Penalty    | Op één moment in de wedstrijd neemt 1 van de coaches een penalty vanop 8 meter van het doel                                |
| Hand of God      | Gedurende 2 minuten is het voor één team toegelaten om de bal met 1 hand te beroeren                                       |
| Sudden Death     | Coaches mogen gedurende 2 minuten één speler van de tegenstander naar de bank verwijzen                                    |
| Position Switch  | Gedurende 2 minuten moeten de keeper en één veldspeler van de tegenstander van rol wisselen                                |
| Hands Off        | Gedurende 2 minuten mag de keeper van de tegenstander de bal niet met de handen beroeren                                   |
| Red Bull Wingman | Gedurende 2 minuten mag één team een extra speler in het veld brengen, wanneer deze speler scoort telt het doelpunt dubbel |

### Legends
Teams kunnen voor één wedstrijd een twaalfde speler binnenhalen door vooraf een uitdaging te winnen. Wie die speler is, weet het team pas bij de aanvang van de wedstrijd, maar het zal sowieso iemand met naam en faam als voetballer zijn, een (voormalige) sterspeler die door Masters of Madness als Legend wordt bestempeld.

## Seizoen 1
In juli 2024 kondigden Jan Vertonghen en Dries Mertens hun project Masters of Madness aan, waarbij ze een oproep deden naar spelers en speelsters om deel te nemen. Uit de inschrijvingen werden 80 personen geselecteerd. Daarnaast werden speelsters uit de Belgische Super League aangetrokken. De wedstrijden werden in de kerstperiode van 2024 gespeeld, maar niet live uitgezonden op televisie. Sinds 3 februari 2025 worden gedurende acht weken de wedstrijden getoond op de Vlaamse televisiezender Play4 en zijn ze sindsdien ook te bekijken op het internetplatform YouTube en de Vlaamse streamingdienst GoPlay. Eefje Depoortere is gastvrouw van het programma. Bekende voormalige voetballers uit de Belgische Eerste Klasse die meespelen zijn Guillaume Gillet, Ritchie De Laet, Raphael Holzhauser en als Legends aangekondigd: Radja Nainggolan en Mbark Boussoufa.

### Teams
| Team                  | Sponsor          | Coaches                                               | Selectie | Legend                            |
| --------------------- | ---------------- | ----------------------------------------------------- | --- | --------------------------------- |
| FC Paniekaanval       | Milka            | Bockie De Repper en Katrin Kerkhofs                   | Briek Van Rooy, Dayne Clarebout, Dries Caignau, Guillaume Gillet, Ianthe Meersschaert, Leo Njengo, Maxim Zeulevoet, Mohamed Azdad, Shayna Raekelboom, Sien Vandersanden, Zenia Mertens      |                                   |
| Blue Thunder          | Albert Heijn     | Wesley Sonck en Amy Sonck                             | Amine Boujouh, Arno Van Wassenhove, Bunga Mbuta, Joren Paulus, Luka De Gieter, Luna Vanzeir, Marte Vannieuwkerke, Martijn Debbaut, Mjido Aalillou, Pia Bosmans, Tinne Brouckaert            |                                   |
| Racing Pannakoek      | Proximus         | Imke Courtois, Justine Vanhaevermaet en Janice Cayman | Bo Schepkens, Dries Vrancken, Jonas Van Landschoot, Jordy Maluka, Malik Mohammed, Mariam Toloba, Max Bette, Ritchie De Laet, Sara Bakar, Seppe Leysen, Tinne Van den Bergh                  |                                   |
| Boca Del Sol          | Play Sports      | Evert Winkelmans en Anouk Hoogendijk                  | Ashley Verdyck, Bo Geens, Gitan Krut, Heike Maelfait, Joris Brys, Kay Cuvelier, Laurenz Simoens, Louis Vande Gucht, Matilde Drumont, Pieter Kempeneers, Shari Van Belle                     | Olivier Deschacht                 |
| Real Boulette Special | Philips OneBlade | Average Rob en Arno The Kid                           | Aster Janssen, Benjamin Maes, Charlotte Mfumu, Floriaan Maes, Hanne Hellinx, Houdaifa Laytouss, Jarne Wullaert, Jonathan Maes, Pieterjan Maes, Quinten Maes, Tess Lameir                    | Radja Nainggolan, Mbark Boussoufa |
| Bim Bam Bayern        | Foodmaker        | Rik Verheye en Metejoor                               | Davinia Vanmechelen, Dominique Ernst, Emanoel Nascimento Borges, Emily Dirx, Emma Priem, Mehdi Bounou, Robbin Seghers, Sharona Tieleman, Stefan Verbist, Victor Verheyen, Yasemin In        |                                   |
| The Great Old         |                  | Erik Van Looy en Royston Drenthe                      | Anissa Giuga, Bilal Ertürk, Casper Van Hemelryck-Bray, Glenn Diedhiou, Jaimie Quazza, Jefferson Doku, Lyndsey Van Belle, Marieke Peeters, Morgane Aelen, Raphael Holzhauser, Souhaib Nouali | Nacer Chadli                      |
| Windmill Warriors     |                  | Soufiane Touzani en Koen van der Leeden               | Akram Saibari, Ayoub Boukhari, Daan Blij, Djennah Cherif, Jordany Martinus, Karim Mossaoui, Kaya Bokhari, Laila Boushaba, Mika Spigt, Paulo Da Silva, Soufian Charraoui                     |                                   |

### Wedstrijden
| Thuis \ Uit           | BBB | BDS | BTH | FCP | RBS  | RPA  | TGO | WWA   |
| --------------------- | --- | --- | --- | --- | ---- | ---- | --- | ----- |
| Bim Bam Bayern        |     | 9–4 | 8–7 | 9–8 |      |      | 7–6 | 7–6   |
| Boca Del Sol          |     |     |     |     |      | 5–7  | 5–9 |       |
| Blue Thunder          |     | 8–6 |     | 9–6 | 11–5 | 1–7  | 3–8 |       |
| FC Paniekaanval       |     | 5–4 |     |     |      | 3–8  | 8–7 |       |
| Real Boulette Special | 4–9 | 2–4 |     | 5–9 |      | 7–12 | 8–6 | 6–8   |
| Racing Pannakoek      | 6–7 |     |     |     |      |      | 6–4 | 5–3   |
| The Great Old         |     |     |     |     |      |      |     | 11–10 |
| Windmill Warriors     |     | 7–8 | 7–5 | 8–9 |      |      |     |       |

### Klassement
| Pos | Team                  | Wed | W | WOT | VOT | V | GV | GT | GS  | Ptn |            |
| --- | --------------------- | --- | - | --- | --- | - | -- | -- | --- | --- | ---------- |
| 1   | Racing Pannakoek      | 7   | 6 | 0   | 1   | 0 | 51 | 30 | +21 | 19  | Final Four |
| 2   | Bim Bam Bayern        | 7   | 4 | 3   | 0   | 0 | 56 | 41 | +15 | 18  | Final Four |
| 3   | The Great Old         | 7   | 3 | 0   | 2   | 2 | 51 | 47 | +4  | 11  | Final Four |
| 4   | FC Paniekaanval       | 7   | 2 | 2   | 0   | 3 | 48 | 50 | −2  | 10  | Final Four |
| 5   | Blue Thunder          | 7   | 3 | 0   | 0   | 4 | 44 | 47 | −3  | 9   |            |
| 6   | Windmill Warriors     | 7   | 2 | 0   | 2   | 3 | 49 | 51 | −2  | 8   |            |
| 7   | Boca Del Sol          | 7   | 2 | 0   | 0   | 5 | 36 | 47 | −11 | 6   |            |
| 8   | Real Boulette Special | 7   | 1 | 0   | 0   | 6 | 37 | 59 | −22 | 3   |            |

### Final Four
|  | Halve finale     | Halve finale |  |                | Finale           | Finale |
|  |                  |              |  |                |                  |        |
|  |                  |              |  |                |                  |        |
|  | Racing Pannakoek | 10           |  |                |                  |        |
|  | FC Paniekaanval  | 5            |  |                |                  |        |
|  |                  |              |  |                | Racing Pannakoek | 9      |
|  |                  |              |  | Bim Bam Bayern | 6                |        |
|  | Bim Bam Bayern   | 11           |  |                |                  |        |
|  | The Great Old    | 9            |  |                |                  |        |

### Topschutters
| Nr. | Speler               | Club             | D  | W | GPW  |
| --- | -------------------- | ---------------- | -- | - | ---- |
| 1.  | Mehdi Bounou         | Bim Bam Bayern   | 26 | 9 | 2,89 |
| 2.  | Raphael Holzhauser   | The Great Old    | 25 | 8 | 3,13 |
| 3.  | Seppe Leysen         | Racing Pannakoek | 21 | 9 | 2,33 |
| 4.  | Mohamed Azdad        | FC Paniekaanval  | 16 | 8 | 2,00 |
| 5.  | Maxim Addo Zeulevoet | FC Paniekaanval  | 15 | 8 | 1,88 |

### Scheidsrechters
| Naam             | Leeftijd | GW |   |
| ---------------- | -------- | -- | - |
| Cis Bellon       | 24       | 5  | 2 |
| Jana Van Laere   | 28       | 7  | 8 |
| Jari Van Laere   | 27       | 3  | 2 |
| Lauren Cools     | 27       | 5  | 5 |
| Niels Bossuyt    | 28       | 6  | 6 |
| Yenthe Boogaerts | 28       | 5  | 1 |

### Commentatoren
| Commentatoren                       | Co-commentatoren     |
| ----------------------------------- | -------------------- |
| Carl Dircksens Nicolas De Brabander | Gert Verheyen        |
| Carl Dircksens Nicolas De Brabander | Dries Mertens        |
| Carl Dircksens Nicolas De Brabander | Wesley Sonck         |
| Carl Dircksens Nicolas De Brabander | Jelle De Beule       |
| Carl Dircksens Nicolas De Brabander | Bockie De Repper     |
| Carl Dircksens Nicolas De Brabander | Viktor Verhulst      |
| Carl Dircksens Nicolas De Brabander | Imke Courtois        |
| Carl Dircksens Nicolas De Brabander | Bob Peeters          |
| Carl Dircksens Nicolas De Brabander | Soufiane Touzani     |
| Carl Dircksens Nicolas De Brabander | Pedro Elias          |
| Carl Dircksens Nicolas De Brabander | Rik Verheye          |
| Carl Dircksens Nicolas De Brabander | Koen van der Leeden  |
| Carl Dircksens Nicolas De Brabander | Metejoor             |
| Carl Dircksens Nicolas De Brabander | Erik Van Looy        |
| Carl Dircksens Nicolas De Brabander | Ritchie De Laet      |
| Carl Dircksens Nicolas De Brabander | Evert Winkelmans     |
| Carl Dircksens Nicolas De Brabander | Seppe Leysen         |
| Carl Dircksens Nicolas De Brabander | Royston Drenthe      |
| Carl Dircksens Nicolas De Brabander | Frank Boeckx         |
| Carl Dircksens Nicolas De Brabander | Emily Dirkx          |
| Carl Dircksens Nicolas De Brabander | Tuur Dierckx         |
| Carl Dircksens Nicolas De Brabander | Jan Jaap van der Wal |
| Carl Dircksens Nicolas De Brabander | Average Rob          |
| Carl Dircksens Nicolas De Brabander | Jan Vertonghen       |